# Advantage Cars Prague Open 2023
Advantage Cars Prague Open 2023, oficiálně Advantage Cars Prague Open by Moneta, byl kombinovaný tenisový turnaj mužského okruhu ATP Challenger Tour a ženského okruhu ITF Women's World Tennis Tour. Odehrával se na antukových dvorcích I. ČLTK Praha na Štvanici. Prague Open probíhal jako dvacátý třetí ročník mezi 1. a 7. květnem 2023 v české metropoli Praze.
Mužský turnaj dotovaný 73 000 eur se řadil do challengerové kategorie 75. Ženská událost s rozpočtem 60 000 dolarů patřila do kategorie W60. Nejvýše nasazenými v singlových soutěžích se stali 79. tenista světa Filip Krajinović ze Srbska a 131. žena klasifikace Réka Luca Janiová z Maďarska. Jako poslední přímí účastníci do dvouhry nastoupili 169. hráč žebříčku Vít Kopřiva a 244. tenistka pořadí Sada Nahimanová z Burundi. V důsledku invaze Ruska na Ukrajinu na konci února 2022 řídící organizace tenisu ATP, WTA a ITF s grandslamy rozhodly, že ruští a běloruští tenisté mohli dále na okruzích startovat, ale do odvolání nikoli pod vlajkami Ruska a Běloruska.
Pátý singlový titul na okruhu ATP Challenger Tour vybojoval 20letý Dominic Stricker a jako první Švýcar vyhrál pět challengerů před dovršením 21 let. Dvanáctou trofej z dvouhry okruhu ITF, a vůbec první v kategorii W60, získala Lotyška Darja Semeņistajová. Mužskou čtyřhru ovládli Češi Petr Nouza s Andrewem Paulsonem a ženský debl polsko-český pár Maja Chwalińská a Jesika Malečková.

## Rozdělení bodů a finančních odměn

### Rozdělení bodů
| Soutěž       | Soutěž | vítězové | finalisté | semifinalisté | čtvrtfinalisté | 16 v kole | 32 v kole |
| ------------ | ------ | -------- | --------- | ------------- | -------------- | --------- | --------- |
| dvouhra mužů | [ 3 ]  | 75       | 50        | 30            | 16             | 7         | —         |
| čtyřhra mužů | [ 8 ]  | 75       | 50        | 30            | 16             | 0         | —         |
| dvouhra žen  |        | 80       | 48        | 29            | 15             | 8         | 1         |
| čtyřhra žen  |        | 80       | 48        | 29            | 15             | 1         | —         |

### Finanční odměny
| Soutěž                               | Soutěž      | vítězové | finalisté | semifinalisté | čtvrtfinalisté | 16 v kole | 32 v kole |
| ------------------------------------ | ----------- | -------- | --------- | ------------- | -------------- | --------- | --------- |
| dvouhra mužů                         | [ 3 ] [ 9 ] | 9 880 €  | 5 820 €   | 3 450 €       | 2 000 €        | 1 165 €   | 720 €     |
| čtyřhra mužů                         | [ 8 ]       | 4 250 €  | 2 450 €   | 1 480 €       | 880 €          | 500 €     | —         |
| částky ve čtyřhe jsou uvedeny na pár |             |          |           |               |                |           |           |

## Mužská dvouhra

### Nasazení
| Stát                          | Hráč                  | ATP  | Nasazení |
| ----------------------------- | --------------------- | ---- | -------- |
| Srbsko                        | Filip Krajinović      | 79.  | 1.       |
| Moldavsko                     | Radu Albot            | 103. | 2.       |
| Argentina                     | Juan Manuel Cerúndolo | 104. | 3.       |
| Francie                       | Hugo Gaston           | 106. | 4.       |
| Maďarsko                      | Zsombor Piros         | 118. | 5.       |
| Česko                         | Tomáš Macháč          | 123. | 6.       |
| Švýcarsko                     | Dominic Stricker      | 129. | 7.       |
| Rakousko                      | Sebastian Ofner       | 130. | 8.       |
| Žebříček ATP k 24. dubnu 2023 |                       |      |          |

### Jiné formy účasti
Následující hráči obdrželi divokou kartu do hlavní soutěže:
- Kalin Ivanovski
- Andrew Paulson
- Dalibor Svrčina

Následující hráči získali zvláštní výjimku:
- Zdeněk Kolář
- Máté Valkusz

Následující hráč nastoupil jako náhradník:
- Felipe Meligeni Alves

Následující hráči postoupili z kvalifikace:
- Jan Choinski
- Federico Delbonis
- Federico Gaio
- Dimitar Kuzmanov
- Pablo Llamas Ruiz
- Vitalij Sačko

## Mužská čtyřhra

### Nasazení
| Stát                                                                                    | Hráč                   | Stát       | Hráč                 | ATP  | Nasazení |
| --------------------------------------------------------------------------------------- | ---------------------- | ---------- | -------------------- | ---- | -------- |
| Kazachstán                                                                              | Andrej Golubjev        | Česko      | Roman Jebavý         | 159. | 1.       |
| Argentina                                                                               | Guido Andreozzi        | Argentina  | Guillermo Durán      | 162. | 2.       |
| Finsko                                                                                  | Patrik Niklas-Salminen | Nizozemsko | Bart Stevens         | 201. | 3.       |
| Ukrajina                                                                                | Vladyslav Manafov      | Španělsko  | Sergio Martos Gornés | 211. | 4.       |
| Žebříček ATP k 24. dubnu 2023; číslo je součtem žebříčkového postavení obou členů páru. |                        |            |                      |      |          |

### Jiné formy účasti
Následující páry obdržely divokou kartu:
- Jakub Menšík /  Dalibor Svrčina
- Jiří Barnat /  Jan Hrazdil

Následující pár nastoupil z pozice náhradníka:
- Théo Arribagé /  Hugo Gaston

## Ženská dvouhra

### Nasazení
| Maďarsko                      | Réka Luca Janiová           | 131. | 1. |
| Austrálie                     | Priscilla Honová            | 163. | 2. |
| Itálie                        | Nuria Brancacciová          | 170. | 3. |
| Španělsko                     | Jéssica Bouzasová Maneirová | 182. | 4. |
| Mexiko                        | Fernanda Contrerasová       | 189. | 5. |
| Česko                         | Barbora Palicová            | 202. | 6. |
| Švýcarsko                     | Céline Naefová              | 210. | 7. |
| Lotyšsko                      | Darja Semeņistajová         | 215. | 8. |
| Žebříček WTA k 24. dubnu 2023 |                             |      |    |

### Jiné formy účasti
Následující páry obdržely divokou kartu do hlavní soutěže:
- Victoria Bervid
- Lucie Havlíčková
- Dominika Šalková
- Tereza Valentová

Následující hráčka nastoupila pod žebříčkovou ochranou:
- Kaylah McPheeová

Následující hráčky získaly zvláštní výjimku:
- Nikola Bartůňková
- Veronika Erjavecová

Následující hráčka získala výjimku jako juniorka:
- Céline Naefová

Následující hráčky postoupily z kvalifikace:
- Ilona Georgiana Ghioroaieová
- Jasmijn Gimbrèreová
- Anastasia Kulikovová
- Katarína Kužmová
- Ivana Šebestová
- Sarah-Rebecca Sekulicová
- Valerija Strachovová
- Karman Thandiová

Následující hráčka postoupila z kvalifikace jako šťastná poražená:
- Ilinca Amarieiová

## Ženská čtyřhra

### Nasazení
| Stát                                                                                    | Hráčka                | Stát      | Hráčka               | WTA  | Nasazení |
| --------------------------------------------------------------------------------------- | --------------------- | --------- | -------------------- | ---- | -------- |
| Slovinsko                                                                               | Veronika Erjavecová   | Ukrajina  | Valerija Strachovová | 284. | 1.       |
| Mexiko                                                                                  | Fernanda Contrerasová | Austrálie | Priscilla Honová     | 389. | 2.       |
|                                                                                         | Sofja Lansereová      | Lotyšsko  | Darja Semeņistajová  | 431. | 3.       |
| Polsko                                                                                  | Maja Chwalińská       | Česko     | Jesika Malečková     | 460. | 4.       |
| Žebříček WTA k 24. dubnu 2023; číslo je součtem žebříčkového postavení obou členek páru |                       |           |                      |      |          |

## Přehled finále

### Mužská dvouhra
- Dominic Stricker vs.  Sebastian Ofner 7–6(9–7), 6–3

### Ženská dvouhra
- Darja Semeņistajová vs.  Jéssica Bouzasová Maneirová, 2–6, 6–3, 6–4

### Mužská čtyřhra
- Petr Nouza /  Andrew Paulson vs.  Jiří Barnat /  Jan Hrazdil 6–4, 6–3

### Ženská čtyřhra
- Maja Chwalińská /  Jesika Malečková vs.  Aneta Kučmová /  Kaylah McPheeová, 6–0, 7–6(7–5)